# 兰卡拉
兰卡拉，是西班牙加利西亚自治区卢戈省的一个市镇。 总面积122平方公里，总人口3186人（2001年），人口密度26人/平方公里。